# J.W. Folsom
Justus Watson Folsom (Cambridge, Massachusetts, 2 settembre 1871 – Vicksburg, 24 settembre 1936) è stato un entomologo statunitense.
Folsom è stato un importante entomologo americano specializzato nello studio dei collemboli. Ha conseguito una laurea in scienze presso l'Università di Harvard nel 1895 e un dottorato di ricerca in scienze nel 1899.

## Opere
| Pubblicazione                                                                               | Tipo     | Data di pubblicazione | Editore                  | Holding Institution                                  |
| The Apterygota of the Williams Galapagos Expedition                                         | Libro    | 1924                  |                          |                                                      |
| Insects. Part A Collembola                                                                  | Libro    | 1919                  | J. de L. Taché           | Canadian Arctic Expedition (1913-1918)               |
| Entomology: with special reference to its biological and economic aspects                   | Libro    | 1906                  | P. Blakiston's Son & Co. |                                                      |
| Entomology with special reference to its biological and economic aspects                    | Libro    | 1906                  | P. Blakiston's           | Metcalf Collection (North Carolina State University) |
| Japanese Collembola                                                                         | Articolo | 1897                  |                          |                                                      |
| North American collembolous insects of the subfamily Achorutinae, Neanurinae, and Podurinae | Articolo | 1916                  | U.S. Govt. Print. Off.   |                                                      |
| The Segmentation of the Insect Head                                                         | Articolo | 1899                  |                          |                                                      |
| The anatomy and physiology of the mouth-parts of the collembolan, Orchesella cincta L.      | Libro    | 1899                  | The Museum               |                                                      |